# Crewe House
Das nach seinem Sitz benannte Crewe House war eine britische Propaganda-Agentur während des Ersten Weltkrieges in Mayfair, London. Das Crewe House beherbergte das geheime Direktorat für Propaganda in Feindländern (Directorate for Propaganda in Enemy Countries) des ersten Ministry of Information (MoI).

## Geschichte
Nach der Kriegserklärung der USA an das Deutsche Reich am 7. April 1917 wurde das im Geheimen tätige War Propaganda Bureau (WPB) umstrukturiert. Nach einer Zwischenphase, in der das War Propaganda Bureau vom Department of Information abgelöst wurde, ging aus diesem im Februar 1918 das Informationsministerium (MoI) hervor. Dessen Direktorat für Propaganda in den Feindländern zog in das Crewe House ein. Crewe House war die Stadtvilla von Robert Crewe-Milnes, die dieser der Regierung für Kriegszwecke zur Verfügung stellte.
Die Regierung Lloyd George gewann im Februar 1918 den Zeitungs-Verleger Alfred Harmsworth (Lord Northcliffe), Besitzer von The Times und Daily Mail, dafür, die Leitung des Direktorates zu übernehmen. Mit seiner Hilfe gelang es der Regierung, auch die anderen Verleger der Fleet Street in die Kriegspropaganda einzubinden.
In den ersten Monaten seines Bestehens produzierte auch das Military Intelligence Directorate (MID) des War Office unter dem Kommando von George Macdonogh weiterhin Propagandaliteratur.

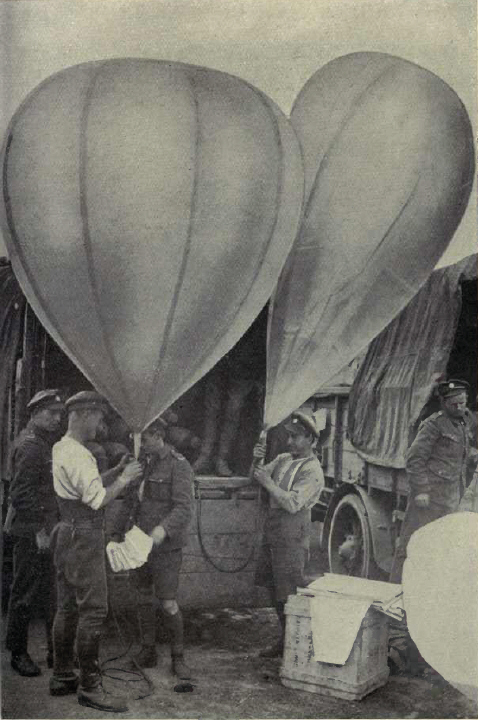
Startvorbereitung für britische Ballons, die über den gegnerischen Linien an der Front Propagandamaterial abwerfen

## Struktur
Stellvertretender Direktor des Direktorates und – da Alfred Harmsworth mit vielen anderen Tätigkeiten befasst war – dessen eigentlicher Kopf war Campbell Stuart, der zuvor Vertreter der British War Mission in den USA gewesen war. Zu seinen engsten Mitarbeitern zählten:
- Rudolph Feilding, 9. Earl of Denbigh
- Robert Donald, Herausgeber der Londoner Tageszeitung Daily Chronicle
- Roderick Jones, Direktor der Reuters-Agentur
- Sidney James Mark Low, Historiker und Journalist
- Charles Nicholson, Unterhausabgeordneter der Liberal Party

Das Direktorat für Propaganda in den Feindländern war in zwei Abteilungen gegliedert, für die insgesamt 54 Personen arbeiteten:
- Propaganda-Produktion
- Propaganda-Verbreitung

Die Abteilung Propaganda-Produktion umfasste drei Sektionen. Deren leitende Mitarbeiter waren:
- Sektion Österreich-Ungarn:
  - Henry Wickham Steed, außenpolitischer Journalist von The Times
  - Robert William Seton-Watson, Experte für Österreich-Ungarn und den Balkan
- Sektion Deutschland:
  - James Headlam-Morley
  - H. G. Wells (von Beginn bis Juli 1918)
  - Henry Hamilton Fyfe (nach dem Ausscheiden von H. G. Wells)
- Sektion Türkei und Bulgarien:
  - Hugo Cunliffe-Owen

Zur Abstimmung mit den Verbündeten gab es Besprechungen mit deren Vertretern, darunter Henry Franklin-Bouillon für Frankreich und Romeo Adriano Gallenga Stuart für Italien. Auch Max Aitken (Lord Beaverbrook), der Minister of Information, nahm daran teil.

## Tätigkeit
Aufgabe des Direktorats war es, der Bevölkerung und den Soldaten der Mittelmächte den Eindruck zu vermitteln, dass die militärische Lage der eigenen Seite hoffnungslos und der Sieg der Alliierten unvermeidlich sei. Crewe House erhielt zu diesem Zweck „passende“ Informationen vom Informationsministerium, vom Außen- und Kriegsministerium, von der Admiralität, vom Schatzamt und vom Stationery Office.

### Propaganda gegen Österreich-Ungarn
Als erstes Ziel machte Crewe House den Vielvölkerstaat Österreich-Ungarn aus, da die Habsburgermonarchie als „schwächstes Glied“ in der Kette der Feinde galt. Steed und Seton-Watson reisten im April 1918 nach Rom und sprachen vor einem von der italienischen Regierung einberufenen „Kongress der unterdrückten Nationen im Habsburger Reich“. Sie gewannen einige Polen, Tschechen, Slowaken, Südslawen und Rumänen dafür, in einer zu gründenden „Interalliierten Propaganda-Kommission“ mit Sitz im Hauptquartier der italienischen Armee mitzuwirken. Diese nahm ihre Arbeit am 18. April 1918 auf und publizierte ein wöchentliches Journal in den entsprechenden Sprachen. Deren Nahziel war es, die Kampfkraft der Mittelmächte zu schwächen. Als Fernziel wurde genannt, im Staatsgebiet von Österreich-Ungarn eine Kette unabhängiger Staaten zu schaffen, die zu Bündnispartnern der Alliierten werden sollten. Als Belastung erwies sich dabei der Streit zwischen der italienischen Regierung und Vertretern der Südslawen. Denn die Pläne der Letzteren für einen Staat der Slowenen, Kroaten und Serben kollidierten mit territorialen Begehrlichkeiten der Italiener im Blick auf Istrien und Dalmatien, für die sich Italien 1915 im geheimgehaltenen Londoner Vertrag die Unterstützung der Triple Entente gesichert hatte.
Die italienischen Armee übernahm es, an ihren Fronten zu den österreichisch-ungarischen Truppen Millionen von Flugblättern in serbokroatischer, tschechischer, polnischer und rumänischer Sprache zu verteilen, vor allem durch den Abwurf aus Flugzeugen, aber auch durch den Einsatz von Deserteuren. Im Niemandsland zwischen den Fronten stellte man Grammophone auf, die nationale Lieder der Südslawen und Tschechoslowaken abspielten. Als Erfolg seiner Propaganda schrieb sich das Crewe House zu, dass während der zweiten Piaveschlacht deutsche und ungarische Soldaten das Überlaufen einer tschechischen Einheit verhindern mussten.

### Propaganda gegen das Deutsche Reich

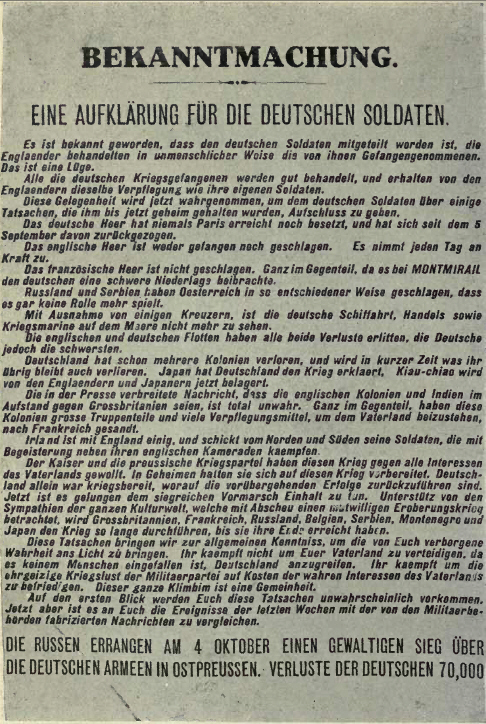
Vermutlich erstes Propagandapamphlet an der Westfront, 1914

Das erste Flugblatt für Deutsche erstellte im Oktober 1914 der „Augenzeuge“ Ernest Dunlop Swinton. Northcliffe überließ ihm seine Pariser Organisation zur Vervielfältigung und die britische Armee warf das Material per Flugzeug ab. Darin wurde den Soldaten u. a. erklärt, dass sie nicht für die Verteidigung Deutschlands, sondern für „eine kriegslüsterne Partei auf Kosten der nationalen Interessen“ kämpfen. Die Kriegsschuld wird „dem Kaiser“ zugesprochen. Da die Armee die Aktivitäten nicht billigte blieb es längere Zeit eine Einzelaktion.
Im Frühjahr 1916 gründete das MID des War Office eine Propaganda-Abteilung, die neben deutschen Soldaten auch auf belgische und französische Zivilisten in deren Sprache zielte. In den folgenden 2 Jahren wurden monatlich 1 Mio. Flugblätter verteilt. Nachdem die kaiserliche Armee abgeschossene Flieger, die das Material transportiert hatten, hart bestrafte, wechselte man zur Verteilung mittels Granaten und Ballons. Crewe House erstellte ab Frühjahr 1918 für MID die Pamphlete.
H.G.Wells Memorandum
Im Mai 1918 rekrutierte Northcliffe den Soziologen und Literaten H. G. Wells (Die Zeitmaschine), der ein Memorandum zum Festlegen propagandistischer Angriffspunkte fertigte. Darin stellt er fest, dass „Deutsche empfänglich für Systematiken sind“ und „daran gewöhnt, koordinierte Projekte zu diskutieren und zu verstehen“. Das „deutsche politische Denken“ ist „vertraut mit Ideen, repräsentiert durch Phrasen wie 'Berlin-Bagdad' und 'Mittel-Europa'“ – 'Berlin-Teheran' und 'Berlin-Tokio' würden Ihnen gerade vertraut werden. Es gäbe kein entsprechendes Gegenstück zu Naumanns 'Mittel-Europa' und die Alliierten sollten dem „irgendein verständliches Schema einer Welt-Organisation“ wie „etwa einen Völkerbund“ entgegensetzen. Kompetente Literaten hätten das umzusetzen und es würde „automatisch funktionieren“.
Unabhängig von der eigenen Regierungsform des Briten (einer konstitutionellen Monarchie) und mit Blick auf das Britische Empire erklärte er, dass darzustellen sei, dass „es nicht um die Zerstörung von Menschen oder Feinden, außer der vorhandenen Strukturen, herrschenden Dynastien und militärischen und ökonomischen Kasten“ gehe, sondern um „Freiheit“ und „Selbstbestimmung“. Würden sie das nicht akzeptieren, führe das zu finanziellem Ruin und Elend und Hass gegen Deutsche in der Nicht-deutschen Welt. Je länger der Krieg dauere, umso schwerer seien die Folgen, unter denen diese Feinde dann arbeiten müssten, selbst als Mitglied eines Völkerbundes. Es gehe um eine Änderung der Deutschen selbst, die ihr militaristisches System überwinden sollten, „um ehrenvoll in das alliierte Schema einer Weltorganisation einzutreten.“
Das deutsche Reich hat demnach „das russische Zarenreich ... mental zerstört“ (Oktoberrevolution), der „österreich-ungarische Imperialismus Menschen zerquetscht“, und es gelte, in eine Phase „freier Bewegung der Geister“ und „nobler zwischenmenschlicher Beziehungen“ einzutreten, in eine Liga der freien Nationen usw. Schließlich theoretisiert er, dass dies der „Krieg zur Beendigung aller Kriege“ sei und macht sich Gedanken über die Mandatsverteilung in einem Völkerbund. Der Krieg gegen „Junker-Deutschland“ müsse „militärisch, ökonomisch und politisch geführt werden“. Durch „intensiven Luftkrieg und entsprechende Propaganda sollen die Alliierten Gründe und ein Gewissen zu den Deutschen nach Hause bringen, um der deutschen Bevölkerung die Unmöglichkeit dieses Konzeptes aus Nationalstolz und Aggressivität“ zu übermitteln.
7-Punkte-Programm

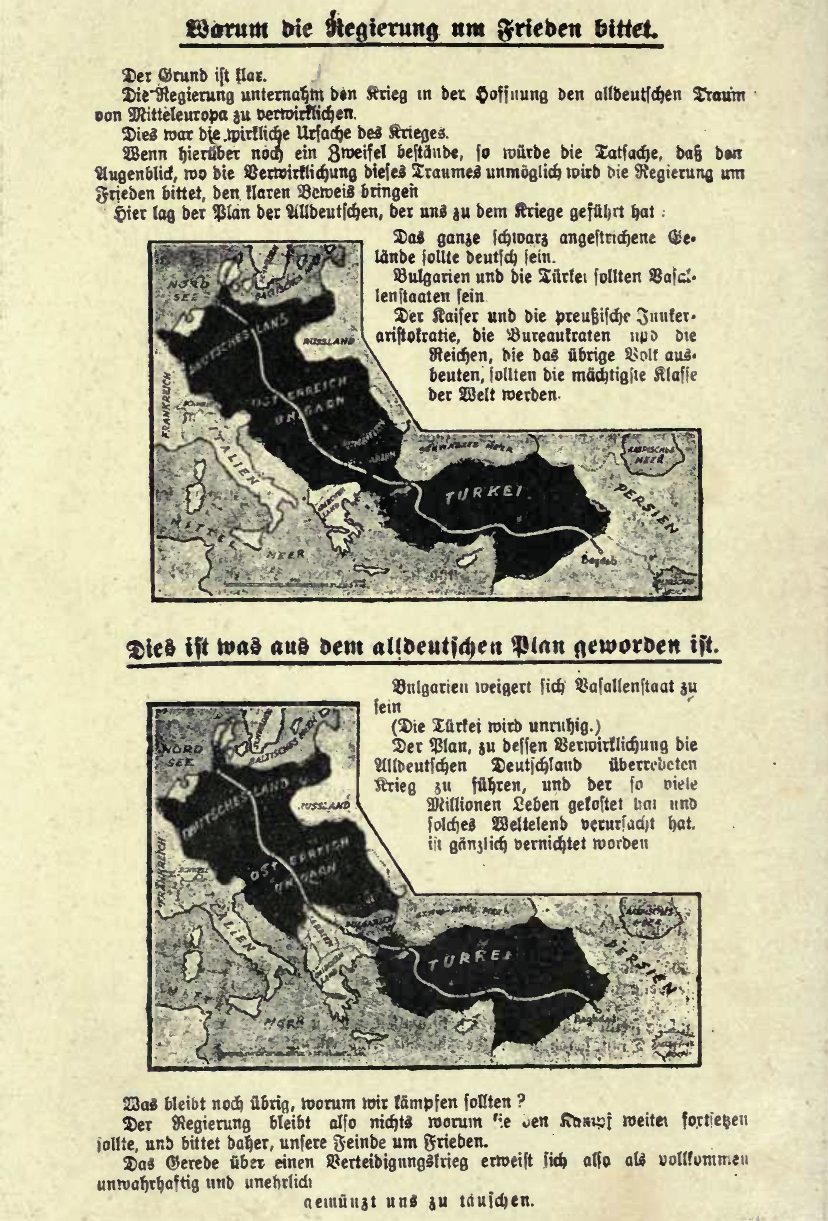
Propagandapamphlet Nr. 16

Diese Dokumente wurden Grundlage der Propaganda des Crewe House. Northcliffe fasste sie in 7 Punkte zusammen, die er Außenminister Arthur Balfour übermittelte:
- der Siegeswillen des Feindes ist zu schwächen; alliierte Kriegsziele zur Stärkung jeder Art existierender Opposition im Deutschen Reich in eine brauchbare Form zu verpacken
- aus Deutschlands inneren Bedingungen resultieren zwei Punkte größter Wichtigkeit, die zusammengehören, da sie die Elemente Furcht (a) und Hoffnung (b) bieten
  - a) es besteht Grund zur Annahme, dass die Deutschen sich als Ganzes ergeben werden, wenn der Eindruck erweckt wird, ihnen stünden fest und unveränderlich alliierte Nationen gegenüber, die den Krieg um jeden Preis fortsetzen, unabhängig von deutschen militärischen Erfolgen. Solche Erfolge sind nicht der Weg, ihnen den erhofften Frieden zu bringen; Fortführung der Wirtschaftsblockade.
  - b) Da die deutsche Regierung dem Volk vermittelt, dass ein Frieden nach dem Willen der Alliierten jeden einzelnen arm, arbeitslos und hungernd macht, ist darzustellen, dass das passieren kann, aber abwendbar ist, wenn die deutsche Nation die Pläne zur Vorherrschaft aufgibt und das alliierte Schema einer neuen Weltorganisation akzeptiert
- Unterstützung der Ziele durch entsprechende Außenpolitik, um eine Darstellung als imperialistische Ambitionen durch deutsche Literaten zu vermeiden
- als Mitglied eines Völkerbundes mit ökonomischen Vorteilen könnte Deutschland unsere politischen Bedingungen akzeptieren und unsere Ziele für moderate Elemente in Deutschland akzeptabel machen
- die Propaganda muss durch öffentliche und amtliche Erklärungen unterstützt werden um glaubwürdig zu sein
- diese Erklärungen gibt es bisher nicht, das Problem sollte schnell behandelt werden
- zur Idee einer 'Liga freier Nationen' sollte baldmöglichst irgendeine Erklärung entsprechender Art abgegeben werden, da es die Wirkung eines Friedensangebotes an Deutschland hätte. Dem deutschen Volk ist klarzumachen, dass das Privileg der Teilnahme an dieser Vereinigung unwiderruflich in einem Zeitraum zurückgenommen wird der proportional zur Kriegsdauer ist.

Ergänzend vermerkt Northcliffe: die Wegnahme der deutschen Kolonien; die Kriegsschuld Deutschlands, weshalb Restitution, Garantien und Reparationen zu leisten sind; die unterschiedliche Behandlung gegenseitig eroberter Gebiete.
Umsetzung
Die Regierung billigte den Plan und Wells beteiligte sich an der öffentlichen Vorbereitung der Gründung des Völkerbundes in London, um Deutschland dessen Isolation aufzuzeigen. In einem Aufruf an deutsche Arbeiter veröffentlichte er unter anderem eine Auflistung der Vorteile britischer Arbeitsbedingungen im Krieg. Zur Entmutigung des Gegners fertigte seine Abteilung eine ökonomische Studie für Deutschland während und nach dem Krieg. Im Juli 1918 gab Wells wegen Differenzen seine Tätigkeit als Sektionsleiter auf, blieb aber Mitglied des Direktorats.
Hamilton Fyfe führte seine Arbeit fort, publizierte Pamphlete britischer Überlegenheit, darunter eine Artikelserie 'London Letters' in skandinavischen und Schweizer Zeitungen, die vorgeblich pro-deutsch, britische Nahrungsmittelversorgung und Lebensbedingungen beschönigte. Listen toter oder gefangener deutscher U-Bootkommandeure ließ man in deutschen Marinehäfen zirkulieren, Bücher mit anderem Inhalt schleuste man in den Buchhandel und Grenzgänger transportierten Material.
Ab Juli 1918 bis zum Waffenstillstand im November wurden täglich 100–300.000 Flugschriften über und hinter den deutschen Linien platziert, darunter nachgemachte deutsche Zeitungen, Religiöses und besonders umfangreich die US-amerikanische Kriegsbeteiligung.

### Deutsche Reaktion

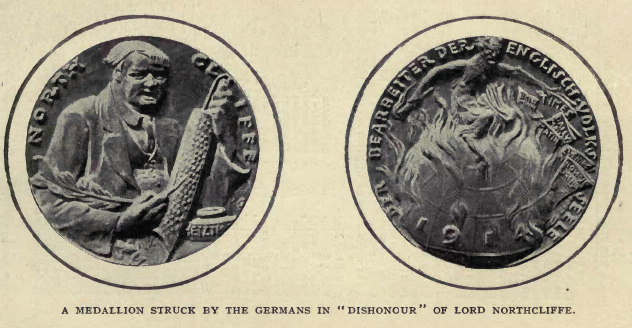
Deutsche Medaille zu Lord Northcliffe

Paul von Hindenburg und Oskar von Hutier riefen die Truppen auf, der „Vergiftung des Geistes“ zu widerstehen und zeigten sich bestürzt über die Zersetzungsversuche. Hindenburg bemerkte, dass unbeschränkte Äußerungen jeglicher Meinung und die Publikation feindlicher Armeeberichte und Politikerreden im Krieg zugleich Stärke und Schwäche Deutschlands seien: Stärke, da es Machtbewusstsein beweist und Schwäche durch die „Hintertür für den Feind“. Eine direkte Pressezensur existierte in Bezug auf eigene Truppen- und Materialbewegungen.
Eine Nachricht Hutiers an seine 6. Armee, die das MoI erbeutete, schildert dessen Existenz, Tätigkeit und als Kopf den „extremen Gauner“ Northcliffe und seine Methoden: „Bezahlte Agenten, Anschläge auf Botschafter, gefälschte Gefangenenbriefe sowie Traktate und Pamphlete im Namen deutscher Dichter, Schriftsteller und Staatsmänner die wirken als wären sie in Deutschland gedruckt (Reclam Universal-Bibliothek)“. Personen die noch unbekannte Pamphlete den Behörden übergaben erhielten Geldprämien, die Wirkung war allerdings nicht mehr aufzuhalten.

### Wirkung
Erich Ludendorff beschrieb das „Ansteigen von Verrat und Ungehorsam...mit desaströsem Effekt auf die Moral der Menschen zuhause.“ Die Enthüllung des Propaganda-Apparats erzeugte Nervosität. Deutsche Zeitungen und Politiker diskutierten im Sommer 1918 über die Einrichtung einer Gegen-Propaganda, anerkannten die „Brillanz des Gegners“, verachteten sie als „Karneval der Seelenstürmer“ und „idiotischen Terror“ oder dankten für „die Erinnerung an unsere Pflicht als Deutsche“ dem zu begegnen. Den deutschen Armeeberichten wurde allerdings zunehmend weniger geglaubt als den gefälschten britischen.

### Propaganda gegen Bulgarien
Da die USA mit Bulgarien nicht im Krieg standen und Rücksicht auf Serbien, Rumänien und Griechenland zu nehmen war, blieben Northcliffe nur die Mazedonier als „zu befreiende Ethnie“. Diese sollte später durch „eine internationale Gendarmerie-Macht geschützt“ werden. Für einen Frieden schlug er vor Silistra und die Enos-Midia-Linie als Ostgrenze anzubieten, dem Balfour zustimmte. Allerdings bedeutete das eine Gebietsverkleinerung. Die Friedensforderungen waren: Entfernung König Ferdinand I. samt Familie, Trennung vom Deutschen Reich und Errichtung einer demokratischen Regierung mit Ziel einer Balkankonföderation unter Schirmherrschaft der Alliierten und der USA. Crewe House fabrizierte entsprechende Pamphlete.

### Propaganda unter Kriegsgefangenen
In britischen Gefangenenlagern war das erste Ziel Northcliffes die „Ausradierung der Ideen des Militarismus“ beim Gegner. Dann wurden ihm die „Vorteile einer demokratischen Regierungsform eingeschärft.“ Dazu wurden alle Kommandanten der Lager vom Mitglied des Enemy Propaganda Committee und Crewe-House-Mitarbeiter, Charles Nicholson, befragt und über die erlaubte Literatur instruiert. Post wurde zensiert, einflussreiche Häftlinge gesondert mit entsprechender Literatur versorgt.

## H.G. Wells’ Pläne für ein Nachkriegseuropa
Auf einer Interalliierten Konferenz im Crewe Haus am 14. August 1918 nahmen neben Briten, Franzosen und Italienern fünf US-Amerikaner teil. Sie verabschiedeten im Wesentlichen H.G. Wells’ Pläne für ein Nachkriegseuropa und beschlossen entsprechende nationale Planungen voranzutreiben. Am 15. November 1918, vier Tage nach dem Waffenstillstand, entließ Northcliffe den Vorstand – das Enemy Propaganda Committee.